# Ernest Gellner
Ernest André Gellner (Parijs, 9 december 1925 – Praag, 5 november 1995) was een Brits-joodse filosoof, socioloog en sociaal antropoloog van Tsjechische afkomst. Hij werd bij zijn dood door The Daily Telegraph beschreven als een van de meest geduchte intellectuelen en door The Independent als een "eenmanskruistocht voor kritisch rationalisme".
Zijn eerste boek, Words and Things (1959), dat een controverse in The Times en andere media uitlokte, was een radicale en polemische aanval op de ordinary language philosophy. Als professor in de filosofie, logica en wetenschappelijk methode aan de London School of Economics voor 22 jaar, de William Wyse Professor of Social Anthropology aan de universiteit van Cambridge voor acht jaar en uiteindelijk als hoofd van het nieuwe centrum voor de studie van het nationalisme in Praag, vocht Gellner zijn hele leven lang - zowel in zijn publicaties, maar ook in zijn colleges en via politiek activisme - tegen wat hij zag als gesloten denksystemen, waaronder het communisme, de psychoanalyse, relativisme en de ordinary language philosophy. Daarnaast is hij ook bekend om zijn studie naar het nationalisme in Nations and Nationalism (1983) en zijn bestudering van het fenomeen van de modernisering van de maatschappij. Zijn multicultureel perspectief liet hem toe zijn onderwerpen te bestuderen vanuit drie verschillende beschavingen - de westerse, de islamitische en de Sovjet-Russische.

## Leven en werk
Gellner werd in Parijs geboren als zoon van Anna Fantl en Rudolf Gellner, een intellectueel joods echtpaar uit Bohemen in het toenmalig Tsjecho-Slowakije. Hij groeide op in Praag waar hij Engelstalig onderwijs volgde. Dit was het Praag waarin ook Franz Kafka opgroeide: antisemitisch, maar door Gellner geprezen om zijn schoonheid.

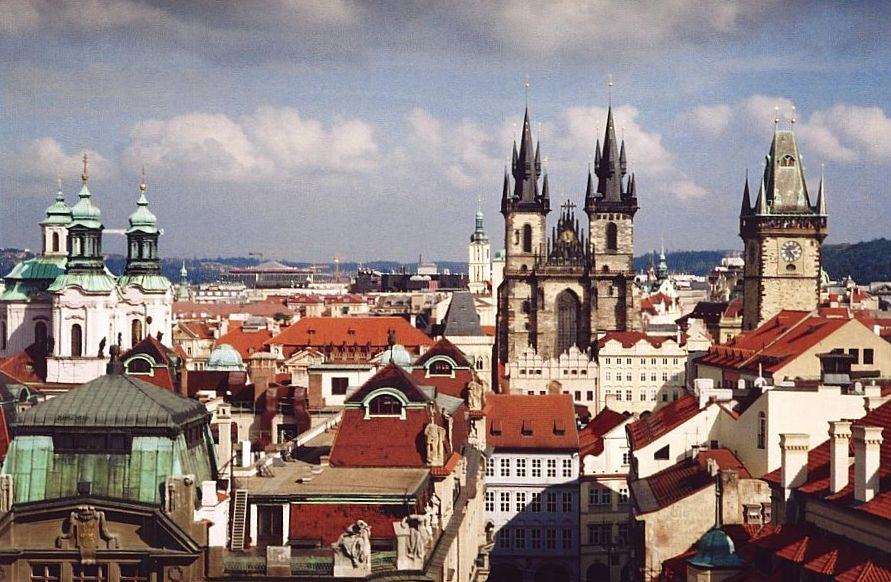
"Prague is a stunningly beautiful town, and during the first period of my exile, which was during the war, I constantly used to dream about it, in the literal sense: it was a strong longing."

Op dertienjarige leeftijd verhuisde Ernest Gellner naar St. Albans in Engeland als gevolg van het opkomende nazisme. Toen hij zeventien was won hij een beurs voor Balliol College in Oxford. Hij studeerde er Philosophy, Politics and Economics (PPE) met een specialisatie in de filosofie. Hij onderbrak deze studies na een jaar om dienst te doen in de 1e Tsjechoslowaakse Onafhankelijke Pantserbrigadegroep, dat deelnam aan de beleg van Duinkerke in 1944. Tijdens zijn legerdienst zou hij bij wekelijkse uitstapjes naar Sint-Omaars, in plaats van naar bordelen of cafés te gaan zoals zijn medesoldaten, altijd naar de boekenwinkels afzakken. Hier leerde hij het existentialisme van Albert Camus en Jean-Paul Sartre kennen, dat een blijvende invloed op zijn denken had. Na de oorlog keerde hij terug naar Praag om daar een half jaar te studeren.
Tijdens deze periode verloor Praag veel van zijn glans voor Gellner. Grotendeels door de overname door het communistische regime, besloot hij terug te keren naar Engeland. In 1945 keerde hij terug naar het Balliol College en maakte er zijn studie af in 1947. Hetzelfde jaar begon hij zijn academische carrière aan de universiteit van Edinburgh als een assistent van John Macmurray op het departement van ethiek. In 1949 verhuisde hij naar de London School of Economics, waar hij samen met Morris Ginsberg op het departement sociologie werkte. Ginsberg was een bewonderaar van de filosofie en had de overtuiging dat filosofie en sociologie heel nauw met elkaar verbonden zijn. Gellner schrijft hierover:
He employed me because I was a philosopher. Even though he was technically a professor of sociology, he wouldn't employ his own students, so I benefited from this, and he assumed that anybody in philosophy would be an evolutionary Hobhousean like himself. It took him some time to discover that I wasn't.
Gellner's kritiek op de ordinary language philosophy, of linguïstische filosofie zoals hij het altijd noemde, uiteengezet in zijn eerste boek Words and Things (1959), zorgde voor enige naambekendheid van Gellner doordat het boek vele reacties uitlokte. In 1961 haalde hij zijn PhD met de thesis over Organziation and the Role of a Berber Zawiya en werd hoogleraar in de Filosofie, Logica en Wetenschappelijke methode, een post die hij voor 22 jaar bekleedde. In 1974 werd hij verkozen tot lid van de British Academy en in 1984 verhuisde hij naar Cambridge waar hij tien jaar als de William Wyse-professor in de Sociale Antropologie aan de universiteit van Cambridge werkte. Daar werd hij ook fellow van het King's College en genoot daar van de rustige sfeer en het drinken en schaken met studenten. Hij wordt door de Oxford Dictionary of National Biography beschreven als "briljant, krachtig, oneerbiedig, ondeugend, soms pervers, met een bijtende humor en voorliefde voor ironie" en was hierdoor ook populair bij zijn studenten en bereid om vele extra uren aan hun opleiding te spenderen. Hij stond daarnaast ook bekend als een uitstekende spreker en begenadigd docent.

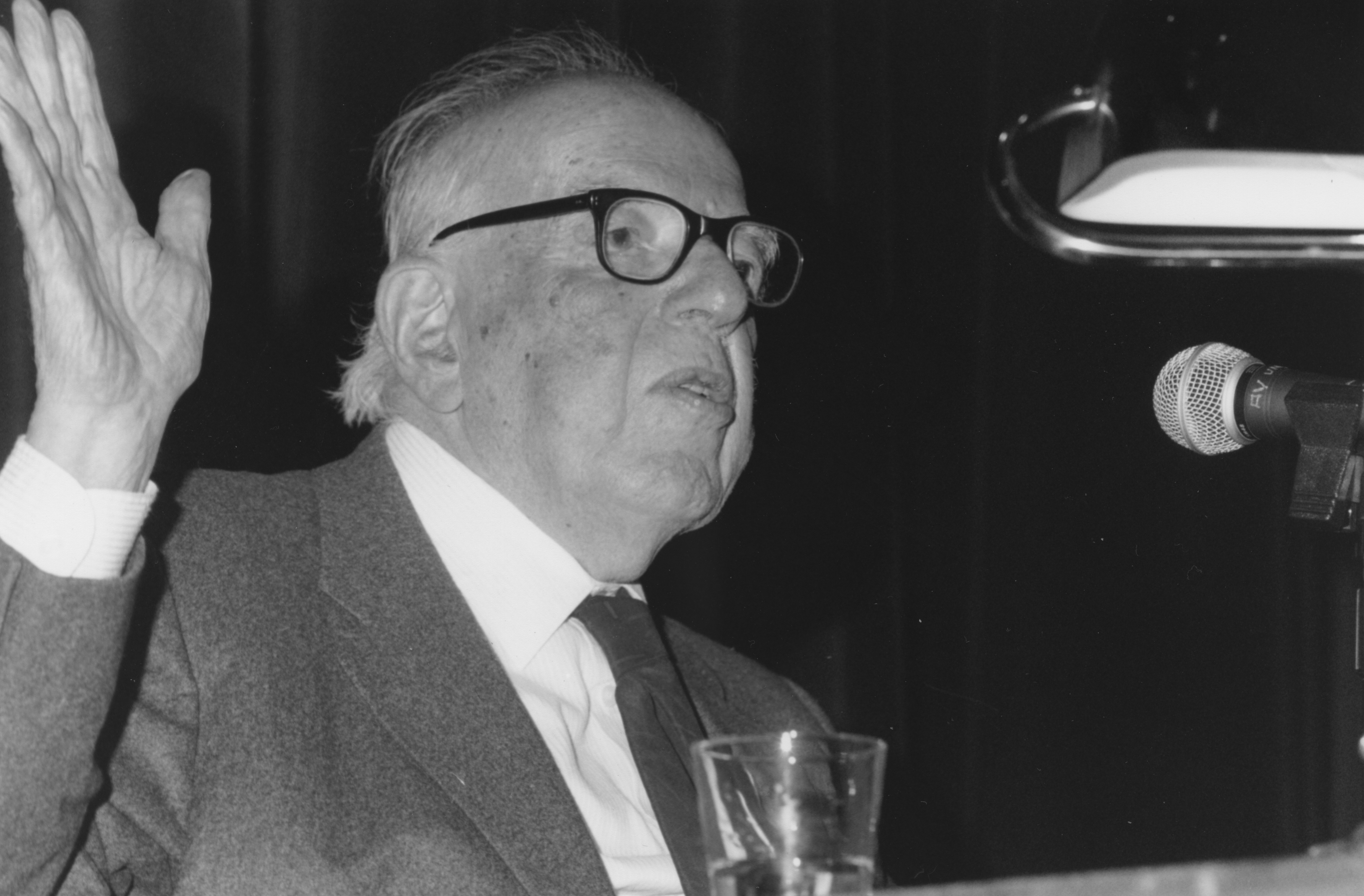
Ernest Gellner in 1995.

In 1993 keerde hij terug naar het tot het Westen toegetreden Praag waar hij het hoofd werd van het 'Centrum voor de studie van het Nationalisme'. Hij was een productief schrijver die zijn leven lang streed tegen gesloten denksystemen, waartoe hij communisme, pragmatisme, psychoanalyse, structuralisme en Wittgensteiniaanse taalfilosofie, en breder de ordinary language philosophy rekende. Op 5 november 1995, na zijn terugreis van een conferentie in Boedapest kreeg Gellner een hartaanval en stierf in zijn Praagse flat, een maand voor zijn 70e verjaardag.
De publicaties van Gellner zijn niet ongezien voorbijgegaan, maar lokten reacties uit bij vele van zijn collega's. Bekend is bijvoorbeeld de eerder vernoemde controverse rond zijn eerste boek, Words and Things (1958), grotendeels te wijten aan het feit dat Gilbert Ryle er een (negatieve) recensie over weigerde te publiceren in Mind. Hierop schreef Bertrand Russell een open brief naar de The Times, die een hele reeks tegenreacties in The Times en The Economist tot gevolg had. De naamsbekendheid door dit werk was echter niet geheel positief en heeft er wellicht toe bijgedragen dat zijn oeuvre vandaag de dag niet veel meer gelezen wordt.
Verder is er ook de discussie met Raymond Aron over de aard van de revolutie en de vraag of het Oostblok zich zou bevrijden door 'revolutie' of door 'liberalisatie'. Aaron was van het eerste overtuigd, terwijl Gellner eerder de tweede optie als oplossing zag.
In De metamorfose van Nederland. Van oude orde naar moderniteit, 1750-1900 noemt N.C.F. van Sas Ernest Gellner "de grote gangmaker van het nationalisme-onderzoek van de jaren tachtig en negentig." De socioloog David Glass zei daarnaast ooit eens dat Ernest Gellner "niet zeker wist of de volgende revolutie van links zou komen of van rechts, maar één ding wist hij wel zeker, wat de herkomst ook was, de eerste persoon die doodgeschoten zou worden was Ernest Gellner."

## Denken
In het werk van Gellner komen verscheidene disciplines, zoals de antropologie, filosofie en sociologie tezamen. Klassieke thema's uit de filosofie worden bekeken vanuit een sociologische of antropologische bril, en de praktijken uit de sociologie en antropologie worden op hun beurt kritisch filosofisch bestudeerd. De boeken die hij doorheen zijn leven publiceerde raakten vele verschillende thema's aan. Zijn Plough, Sword and Book (1988) legde zich toe op de geschiedfilosofie en in Conditions of Liberty (1994) zocht hij naar een oorzaak van het ineenstorten van het socialisme. Hierdoor is het werk van Gellner vaak moeilijk in te delen binnen een bepaalde discipline, met Words and Things (1959) als enige uitzondering, dat zich grotendeels toespitst op de filosofie.

### Word and Things
In een van zijn vroegste werken, Word and Things (1959), zette Gellner een kritiek uiteen op de toen dominante filosofische school in de analytische filosofie, namelijk de ordinary language philosophy of linguïstische filosofie van filosofen als John Austin, Gilbert Ryle en Ludwig Wittgenstein. Het voorwoord van dit boek werd verzorgd door Bertrand Russell die zijn kritiek deelde. Volgens Russell hield deze toen opkomende filosofie enkel in dat de filosofie de zoektocht naar ware kennis gewoonweg opgaf.
Volgens Gellner leidt de linguïstische filosofie tot relativisme of conservatisme. Linguïstische filosofen als John Wisdom stellen bijvoorbeeld dat ook de filosofische theorieën op een bepaalde manier taalspelen en dus niet geheel onzin zijn. Men moet ze echter niet serieus (of als meer dan een taalspel) zien. Op deze manier zijn echter al deze taalspelen evenveel waard en dit resulteert in relativisme.
Andere linguïstische filosofen stellen dan weer dat enkel het gezond verstand en het alledaags gebruik ons de juiste betekenis geeft. Nieuwe ideeën of innovaties zijn dus niet welkom, men moet gewoon kijken hoe men die termen vandaag de dag gebruikt. Dit leidt volgens Gellner tot conservatisme: het is goed zoals het nu is, verandering is niet nodig. Het leidt ook tot mysticisme en populisme: er worden geen argumenten of fundamenten aangeboden, maar men wordt in zekere zin 'geïnitieerd' in de filosofie en de waarheid ervan wordt getoond. Deze waarheid betreft daarnaast ook de waarheid van de man op de straat, het alledaags taalgebruik, dat dan moet beschermd worden tegen de elitaire en pretentieuze traditionele filosofie.
Volgens Gellner rust de linguïstische filosofie op vier pilaren:
1. The argument from the Paradigm Case: men kan eeuwenoude filosofische problemen zoals die van de vrije wil of het lichaam-geestprobleem oplossen door te kijken naar het alledaags gebruik van die woorden. In tegenstelling tot in een filosofisch debat, is het glashelder hoe en in welke omstandigheden termen als vrije wil of bewustzijn moeten gebruikt worden in ons alledaags taalgebruik.
2. Inferring values from the actual use of words: het alledaags gebruik van onze woorden is de adequate grond om normatief te oordelen over hoe men een woord moet gebruiken.
3. The Contrast Theory of meaning: een woord heeft slechts betekenis als er dingen zijn waarover hij niet spreekt of die er niet onder vallen. Het woord "boom" heeft maar zin als er ook dingen zijn waarmee het gecontrasteerd kan worden en die dus geen boom zijn.
4. Polymorphism: de woorden die we gebruiken hebben talloze betekenissen en grotendeels om die reden kan men geen vaste en eenduidige definitie van woorden geven die alle contexten dekt. Hoogstens kan men spreken van "familieverbanden."

Gellner heeft echter problemen met alle vier deze pilaren. De eerste is problematisch omdat het feitelijk onjuist is volgens Gellner: ondanks de pretenties dat deze filosofie alle problemen zou oplossen, is dit niet uitgekomen. De tweede pilaar is dan weer het slachtoffer van de naturalistische dwaling van G.E. Moore: het is ongeldig om het normatief juiste af te leiden uit wat feitelijk het geval is noch geeft de linguïstische filosofie enig argument waarom het alledaags taalgebruik altijd juist is. De betekenistheorie van de linguïstische filosofie ondergraaft zichzelf dan weer: als alles een contrast nodig heeft om betekenis te hebben, moeten zaken zoals deze stelling of principe van 'contrast' zelf ook tegenhangers hebben. Er moet met andere woorden volgens het eigen principe gevallen zijn die geen contrast hebben, wil het woord 'contrast' zelf zin hebben. De doctrine van het polymorfisme zorgt er dan weer voor dat de linguïstische filosoof geen adequaat onderzoek kan doen: wil hij bestuderen hoe een term in zijn alledaags gebruik wordt gehanteerd, dan moet hij een eindeloze lijst van mogelijke betekenissen afgaan. In feite kiest de linguïstische filosoof zo gewoon welke betekenissen hij wil om zijn probleem op te lossen.

### Bekering naar de antropologie
In de jaren 50 ontdekte Gellner zijn voorliefde voor de sociale antropologie. Hij volgde vooral het nuchtere empirisme van Bronisław Malinowski. De bijdragen die hij in de volgende 40 jaar zou leveren gingen van conceptuele kritieken van de analyse van verwantschap tot het begrijpen van de politieke orde buiten de staat zoals bijvoorbeeld in het tribale Marokko (Saints of the Atlas 1969); van uiteenzettingen over het werk van Sovjet en marxistische antropologen tot het vormen van een synthese tussen de sociologie van Émile Durkheim en Max Weber, maar ook van het uiteenzetten van de structuur van de menselijke geschiedenis (Plough, Sword and Book, 1988) tot innovatieve analyses van etniciteit en nationalisme. (Thought and Change, 1964; Nations and Nationalism, 1983)".
In zijn werk verwerpt hij klassieke antropologische stromingen zoals het evolutionisme, het diffusionisme en het functionalisme. Hij benadrukt zelf steeds de contingentie van de menselijke maatschappij: er is geen historische noodzaak voor de huidige maatschappij. Ze is zoals ze is door toedoen van talloze toevallige en niet-noodzakelijke gebeurtenissen.

### Geschiedenis en deBig Divide
Gellner verdedigt in zijn werk de opvatting dat er in de geschiedenis een grote kloof (Big Divide of Big Ditch) terug te vinden is tussen primitieve samenlevingen en moderne industriële samenlevingen. De geschiedenis is dus geen geheel continu proces, maar er is daarentegen sprake van verschillende breuken tussen beide soorten samenlevingen. De weg afgelegd door de mensheid bevat echter ook geen noodzakelijk pad dat het moet volgen; dat de wereld zo geëvolueerd is, is slechts een contingent of toevallig gegeven.
In zijn boek Plough, Sword and Book (1988) stelt Gellner dat er drie stadia waren in de menselijke geschiedenis. Allereerst was er de jager-voedselverzamelaarmaatschappij, vervolgens de agrarische samenleving en tot slot de industriële samenleving. De eerste twee soorten staan nog relatief dicht bij elkaar, maar verschillen in grootte en arbeidsspecialisatie. Zo ontstaat er in de agrarische samenleving nieuwe gespecialiseerde klassen van de elite (macht) en de clerus (denken) naast die van de productie. Het derde stadium, dat van de industriële samenleving is van radicaal andere aard waar de drie deelgebieden van het menselijk handelen, de macht (coercion), het denken (cognition) en de productie (production) een radicaal andere inhoud krijgen en volledig los van elkaar komen te staan.
De notie van waarheid bijvoorbeeld wordt anders opgevat in de primitieve samenlevingen dan in de moderne maatschappij. Vroeger betekende 'waar' trouw aan en gesteund door de autoriteit, iets dat in overeenstemming is met de heersen sociale opvattingen. In de moderne samenleving betekent waarheid daarentegen 'zoals het echt is' of 'overeenstemmend met de werkelijkheid'. Theorieën als de semantische waarheidstheorie zijn dus fout in hun stelling dat "S is waar als en slechts als 'S' het geval is" een evidente eigenschap van waarheid is: het is een moderne ontdekking. Waarheid was oorspronkelijk afhankelijk van een hele reeks criteria (multi-stranded), maar in de moderne samenleving verschuift dat naar de opvatting van waarheid als afhankelijk van slechts één criterium (single-stranded): iets is waar als het extern en los van de specifieke cultuur bevestigd wordt. Vandaag de dag betekent waarheid trouw blijven aan de externe werkelijkheid, los van alle culturen. Op deze wijze interpreteert hij ook het werk van René Descartes: Descartes zocht niet zozeer naar meer waarheid of waarheid met een hoger zekerheidsgehalte. Hij zocht naar een geheel nieuwe soort waarheid: waarheid die los van alle culturen en waarden staat. Hij riep op tot een Cultural Exile.

### Re-enchantement industry
Volgens Gellner wordt de moderne mens geconfronteerd met twee tegenstrijdige verlangens: enerzijds wil de mens een vast en zeker fundament van de kennis verkrijgen (issue of Validation) en dat zoekt hij in het toepassen van de moderne wetenschap; anderzijds wil zij ook ons manifest en vertrouwd wereldbeeld redden van de onverschillige wetenschap die haar lijkt te ondergraven (issue of Enchantment). Gellner noemt dit ook wel de tegenstelling tussen respectievelijk het "naturalisme-secularisme" en het "romantisme-mysticisme".
Het eerste verlangen is een product van enerzijds het vroegere dogmatisme, dat zekere kennis claimde op basis van God, de Rede of de Natuur, en anderzijds het moderne succes van de wetenschappen. Niet voor niets staat de kennistheorie centraal in de moderne filosofie. Verscheidene versies hiervan, zoals het rationalisme of het empirisme schuiven zichzelf naar voren als een "adequate" beschrijving van hoe kennis feitelijk tot stand komt. Dit is volgens Gellner echter een verkeerde benadering. De echte waarde van de moderne kennistheorie is dat ze een "cognitie-ethiek" (ethic of cognition) is: ze is niet enkel descriptief, maar ook normatief en schrijft de regels voor van hoe de mens kennis moet vergaren.
Het tweede verlangen, het behoud van ons manifest wereldbeeld waarin de mens spontaan en vrij is, is voornamelijk te wijten aan het gevaar dat de moderne wetenschap voor onze "leefwereld" betekent, door Max Weber als de "onttovering van de wereld" getypeerd: alles is volgens de wetenschap blijkbaar te reduceren tot causale wetten (reductionisme) die elk teken van menselijkheid missen, maar daarentegen neutraal en afstandelijk zijn. De wereld is koud, onpersoonlijk en ontmenselijkt.
Desondanks stelt Gellner vast dat we ons daar niet naar gedragen: we leven een comfortabeler leven dan ooit en maken ons niet druk om die kille, koude wetenschap; ze wordt net geheel omarmd en opgehemeld. Volgens Gellner lijkt dit op het eerste gezicht te wijten aan het effectieve comfort dat de wetenschap ons schenkt in de vorm van luxe en technologie. Er is echter ook nog een diepere oorzaak: de the re-enchantment industry.

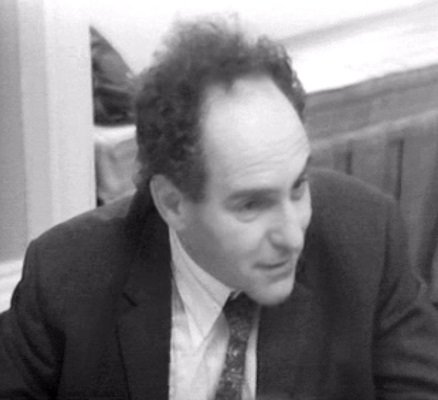
Ernest Gellner op het 4e seminar van de Social Science Research Council (SSRC) in New York

Vele filosofen van de moderniteit hebben er hun taak van proberen te maken deze beide problemen op te lossen. Vaak gaat echter het oplossen van één probleem ten koste van het ander. Zo lost het positivisme het eerste probleem eenvoudig op door wetenschappelijke kennis als enige goede bron aan te duiden, maar gaat dit geheel ten koste van onze manifeste ideeën: ethische en religieuze ideeën worden geheel verworpen als onzinnig. Er zijn echter in de moderniteit een hele reeks stromingen die beide problemen tegelijkertijd willen oplossen. Het duidelijkste voorbeeld is Immanuel Kant die in Kritik der reinen Vernunft (1781) het eerste probleem aanpakt en in Kritik der praktischen Vernunft (1788) het tweede. Modernere varianten hiervan zijn volgens Gellner de fenomenologie, het marxisme, ordinary language philosophy, het pragmatisme, de psychoanalyse en het structuralisme. Al deze stromingen overwinnen het tweede probleem door onze alledaagse wereld af te schermen van en immuun te maken tegen de vervreemding door de wetenschap. De ordinary language philosophy doet dit bijvoorbeeld, zoals hierboven al vermeld, door de taalspelen en levensvormen als onweerlegbaar en zichzelf rechtvaardigend naar voren te brengen. De fenomenologie doet iets gelijkaardigs met wat ze noemt de Lebenswelt: de meest oorspronkelijke wijze waarop we de wereld zien, waar we de dingen zelf laten spreken, is het voorwerp van de filosoof. Deze leefwereld kan niet weerlegd worden door de wetenschap omdat het nu eenmaal onze meest authentieke kijk op de wereld is. Het subjectieve en culturele is zo veiliggesteld; deze stromingen leveren zo een "industrial, super-market, ready-to-eat subjectivity. You just warm it up." Waar René Descartes nog opriep tot een Cultural Exile, betogen hedendaagse filosofen dat dit soort waarheid geheel niet nodig is, want de heersende cultuur is juist en bezit voldoende grond voor zekerheid.

### Ideologie en empirisme
Gellner spreekt in zijn werk ook vaak over de aard van een "ideologie". Een ideologie definieert Gellner als "een systeem van ideeën of overtuigingen." Toch zijn niet alle systemen van ideeën ideologieën. Het verschil ligt volgens Gellner in het feit dat de ideeën of hypothesen van een ideologie ook noodzakelijk een zekere dreiging en aantrekkingskracht bezitten: ze bieden een geheel nieuw wereldbeeld aan en veranderen de morele identiteit van de "gelovige" en de scepticus. In fact, I do suspect that all ideologies need both a trap and a bait: an entry-inudcing and an exit-hampering mechanism; usually these take the form of commitment to an absurdity, and of some positive, unproblematical appeal, which attracts potential believers initially. The trap may prevent them from leaving once they are in, but what is also required is something to lure them in the first place." Hierdoor wordt er enerzijds een scherp onderscheid gemaakt tussen volgelingen en niet-volgelingen en anderzijds versterkt dit het gemeenschapsgevoel van de volgelingen. Verdere kenmerken zijn dat ideologieën altijd een vertrouwde wereld aanbieden waar de mens zich thuisvoelt en waar feiten en waarden in overeenstemming zijn.
Een ander element is dat ideologieën intellectuele onafhankelijk claimen: ze betogen dat zij, binnen hun systeem, het ultieme criterium voor de waarheid in pacht te hebben. Antwoorden kan men dus enkel binnen deze ideologie vinden. Dit is op zich zelf een grote factor in de aantrekkingskracht van de ideologie, maar evengoed een bron van aanstoot: de ideologie verwerpt het hele alledaagse wereldbeeld van de persoon die nog niet gelooft. Een ideologie claimt dus niet de hele wereld te bevatten, maar ze neemt slechts een plaats in een wereld die zelf niet beheersen. Op deze wijze is het nodig dat ideologieën tweetalig of "biconceptueel" zijn: enerzijds spreken ideologieën een interne taal, die van de ideologie zelf, maar de elementen van aanlokking en aanstoot worden in de externe taal geformuleerd, namelijk in die van de wereld die de ideologie overstijgt. Deze externe taal noemt Gellner het "neutrale spreken" (Neutral-Speak) en wordt bijvoorbeeld ook gebruikt in het onderling communiceren tussen verschillende ideologieën: ze vertrekken niet van hun eigen ideologische ideeën, maar van gedeelde en gemeenschappelijke premissen die betrekking hebben op de gedeelde wereld.
Het probleem is dat deze ideologieën vaak gesloten systemen zijn die afglijden naar relativisme. In zijn boek Words and Things (1959) zal hij zo bijvoorbeeld de ordinary language philosophy als zo'n gesloten systeem naar voren brengen, die op geen enkele manier te falsifiëren valt en leidt tot relativisme ("elk taalspel is even goed") en conservatisme ("we moeten alles zo laten zoals het is"). Andere voorbeelden zijn het communisme, het marxisme en de psychoanalyse.
Opvallend is dat hij ook de wetenschappelijke methode, dat hij typeert als empirisme, ziet als een ideologie. Hij stelt immers dat, ondanks de pretentie van een onafhankelijke methode, de wetenschap of het wetenschappelijk empirisme bepaalde aannames doet die het niet kan verantwoorden. Dit volgt uit de aard van elke methodologie: een methodologie bevat altijd meer dan louter logische regels zoals de wet van de non-contradictie. Deze extra inhoud kan echter niet gerechtvaardigd worden, want er is (nog) geen methode aangeduid om die stellingen te ondersteunen. De methodologie van de wetenschap sluit zo dus zonder sluitend bewijs al een reeks mogelijkheden of mogelijke werelden uit. Het gaat hier om de "the Ideologist's Worlds". Gellner ziet hier zelf geen probleem in omdat hij vindt dat de redenen waarom deze werelden worden uitgesloten, goede redenen zijn. Empirisme wil bijvoorbeeld het neutrale spreken verabsoluteren tot de algemene taal. Empirisme stelt dat "Neutral-speak is good speak, the best speak, not just an interim lingua franca for use in buffer zones; and that all Closed-speaks are bad speaks." De reden waarom empirisme de beste van alle mogelijke kandidaten is, vat Gellner samen in vijf punten:
1. The plausibility of the empiricist model: Het empirisme stelt dat kennis van buiten door ervaring wordt aangereikt en heeft hierdoor geen behoefte aan een theorie waarom de wereld in harmonie zou moeten zijn met het denken (wat bij het rationalisme bijvoorbeeld wel nodig is).
2. The correct (sociological) argument from illusion: door de geschiedenis heen zijn vele van onze beste theorieën weerlegt door onze ervaring. Onze huidige theorieën, hoe goed ze ook klinken, kunnen hier evengoed onder vallen. De enige manier om dit te testen is door ze te toesten aan de ervaring.
3. The lessons of the Big Divide: de opkomst van de wetenschappelijke methode zorgde voor een enorme kennisgroei en veranderde onze Westerse wereld in die mate dat ze onderscheiden moet worden van de primitieve samenlevingen. Een verklaring waarom deze vooruitgang mogelijk is, zonder de primitieve samenlevingen als irrationeel en dom af te schrijven, kan enkel aangeboden worden door het empirisme: de westerse mens leerde kennis op te bouwen door zich op het observeren van de natuur te richten.
4. The extension of Neutral-speak: in de moderne samenleving is het gebied waarop men het neutrale spreken kan toepassen langzamerhand gegroeid en zijn ideologieën langzamerhand aan het verdwijnen. De mens heeft het denken niet plots ontdekt, enkel een goede methode om kennis op te bouwen.
5. Kantian-Protestant ethics: de moderne ethiek die naar voren komt in het protestantisme en het werk van Immanuel Kant, dat stelt dat er bepaalde waarden zijn die we moeten respecteren en dat deze niet hoeven geconfirmeerd te worden door de natuur, ondersteunt de idee dat waarden en feiten geheel los van elkaar staan en dat de wereld dus in zekere zin altijd vreemd zal blijven.

### Nationalisme
In 1983 publiceerede Gellner zijn werk Nations and Nationalism. Gellner stelde dat "nationalism is primarily a political principle that holds that the political and the national unit should be congruent". Nationalisme verschijnt enkel als een sociologische noodzaak in de moderne wereld. In vroegere tijden hadden de heersers er weinig baat bij om een culturele homogeniteit op te leggen aan de bevolking. In de moderne maatschappij verandert dit en arbeid verkrijgt een sterk technisch karakter. Men moet ingewikkelde machines besturen en dat moet aangeleerd worden. Er is dus nood aan een onpersoonlijke, contextvrije vorm van communicatie en een hoge graad van culturele normalisering.
Daarnaast wordt de industriële maatschappij ook getypeerd door het feit dat er voortdurende groei is: er komen steeds nieuwe (vormen van) banen bij. Daardoor moeten de arbeiders in de eerste plaats een algemene opleiding hebben vooraleer ze zich kunnen specialiseren in dat vak waar er op dat moment arbeidskrachten voor nodig zijn. Daarnaast is er ook nog een eeuwigdurende competitie voor de overlappende verzorgingsgebieden. Om de greep op de middelen te behouden, en het voortbestaan en de vooruitgang ervan te verzekeren, moet de staat en cultuur dus congruent zijn. Nationalisme is in dit geval dus een noodzaak geworden. In een ander artikel, Nationalism, or the new confessions of a justified Edinburgh sinner (1978), beschrijft hij de gronden van het nationalisme. Het ontstaan van naties is volgens Gellner, samengevat, het gevolg van drie elementen:
1. Er heerst ongelijkheid tussen verschillende groepen mensen.
2. Deze ongelijkheid kan niet meer worden getolereerd zoals in het ancien régime: de moderne mens zijn plaats in de maatschappij wordt niet meer in de eerste plaats bepaald door geboorte, maar eerder door verdienste. Dit egalitarisme is voornamelijk een product van de sociale mobiliteit. "Modern society is not mobile because it is egalitarian; it is egalitarian because it is mobile."[37]
3. De betekenis van een cultuur heeft een belangrijke rol aangenomen doordat het een vereiste was van de economie. Moderne arbeid vereist opleiding en kennis en daarvoor is er een algemene opvoeding nodig.

Hierdoor ontstaat dus het nationalisme om als antwoord te dienen op deze onacceptabele ongelijkheid en haar tegelijkertijd te camoufleren.
De voornaamste kritieken op deze visie van Gellner zijn, allereerst dat het een te functionalistische interpretatie is: de moderne industriële samenleving zou niet kunnen functioneren zonder nationalisme. Daarnaast kan Gellner volgens sommigen niet verklaren waarom nationalisme ook voorkwam in niet geïndustrialiseerde landen en in postindustriële samenlevingen. Ook weet het geen raad met de gevoelens die het nationalisme oproept en de nauwe band met oorlog en militarisme.

## Publicaties
- Words and Things: An Examination of, and an Attack on, Linguistic Philosophy (1959), (1979)
- Thought and Change (1964)
- Saints of the Atlas
- Contemporary Thought and Politics (1974)
- The Devil in Modern Philosophy (1974)
- Legitimation of Belief (1975)
- Spectacles and Predicaments (1979)
- Social and Western Anthropology (1980) (redactie)
- Muslim Society (1981)
- Nations and Nationalism (1983)
- The Concept of Kinship and Other Essays (1986)
- Relativism and the Social Sciences
- The Psychoanalytic Movement
- Culture, Identity and Politics
- State and Society in Soviet Thought (1988)
- Plough, Sword and Book (1988)
- Postmodernism, Reason and Religion (1992)
- Reason and Culture (1992); vertaald als: Rede en cultuur. Rationaliteit en rationalisme door de eeuwen heen, 1995
- Conditions of Liberty (1994)
- Anthropology and Politics: Revolutions in the Sacred Grove (1995)
- Language and Solitude: Wittgenstein, Malinowski and the Habsburg Dilemma (1998)